# Acianthera aphthosa
Acianthera aphthosa là một loài phong lan.

## Hình ảnh

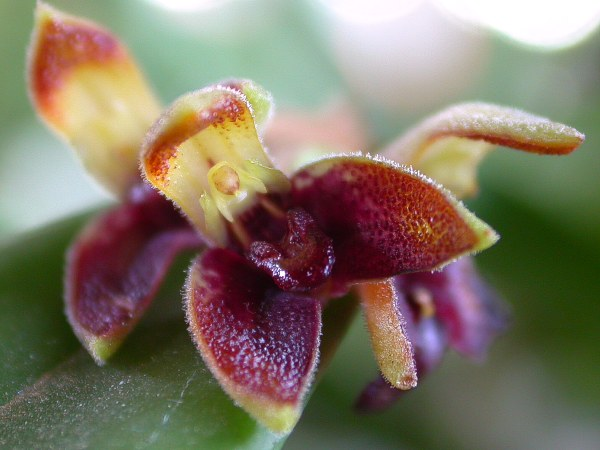
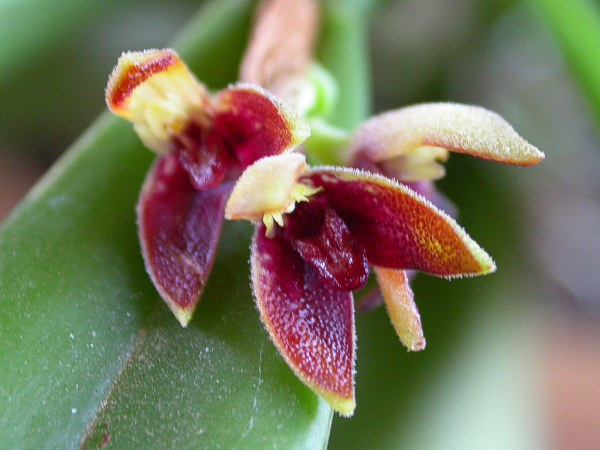
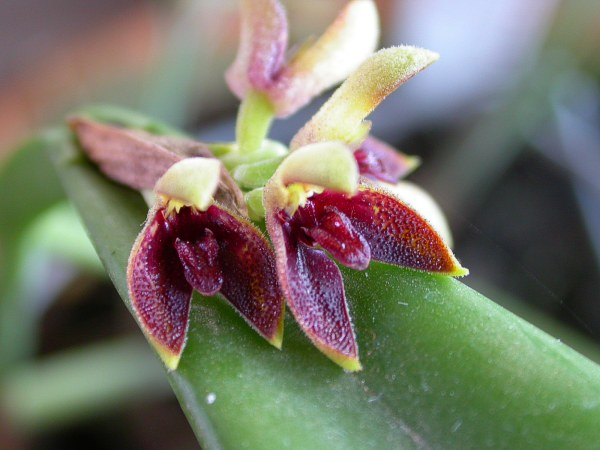
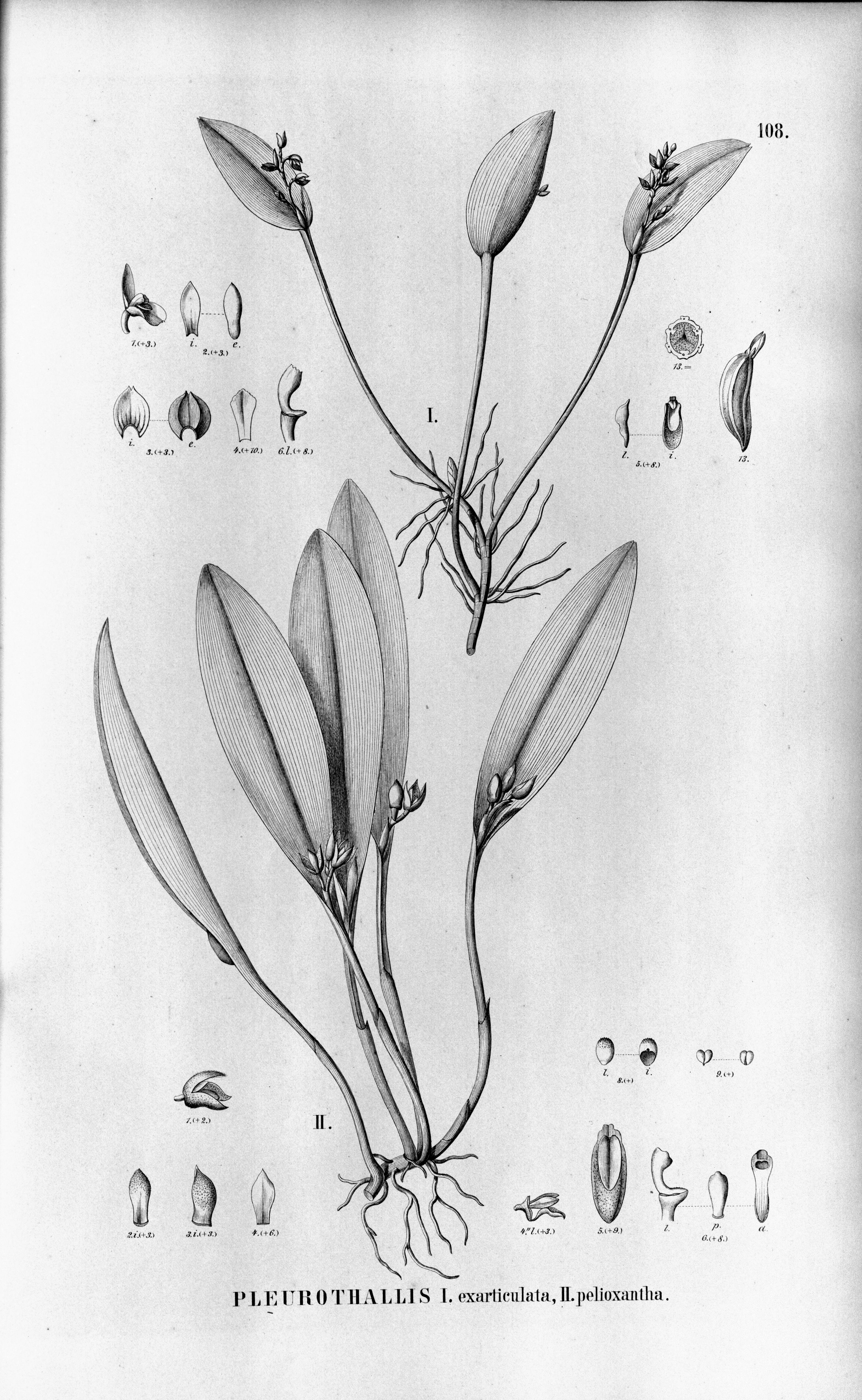